# Zhao Xuri
Zhao Xuri (en xinès: 赵旭日; xinès tradicional: 趙旭日; pinyin: Zhào Xùrì) (Dalian, 3 de desembre de 1985), és un futbolista xinès que juga com a migcampista.

## Clubs
| Club                 | País | Any         | Partits | Gols |
| Dalian Saidelong     | Xina | 2002        | 0       | 0    |
| Sichuan Guancheng    | Xina | 2003 - 2004 | 37      | 4    |
| Dalian Shide         | Xina | 2005 - 2009 | 121     | 10   |
| Shaanxi Renhe        | Xina | 2010 - 2011 | 50      | 0    |
| Guangzhou Evergrande | Xina | 2012 -      | 53      | 4    |

## Palmarès

### Campionats nacionals
- Dalian Shide
  - Super Lliga Xina: 2005
  - Copa de la Xina 2005
- Guangzhou Evergrande
  - Superlliga de la Xina: 2012, 2013, 2015
  - Copa de la Xina 2012
  - Supercopa de la Xina 2012
  - Copa Nacional Xina 2016

### Copes internacionals
- Guangzhou Evergrande
  - AFC Champions League: 2013
- Selecció de futbol de la Xina
  - Campionat de Futbol de l'Est d'Àsia: 2005, 2010.